# クヌート・ハムスン
クヌート・ハムスン（ノルウェー語: Knut Hamsun, 1859年8月4日 - 1952年2月19日）は、ノルウェーの小説家。1920年に作品『土の恵み』でノーベル文学賞を受賞した。世界的な名声を得ていたが、ナチス支持と占領中の対独協力から、晩年は売国奴として不遇となった。

## 生涯
クヌート・ハムスンはノルウェーのオップラン県でクヌード・ペーダーシェン（Knud Pedersen）として生まれた。彼はペダル・ペーダーシェンとトラ・オルスダッテル夫妻の7人兄弟の4番目の息子であった。彼はノルドランド郡のハマロイで貧困の中成長し9歳で病気の叔父に引き取られ虐待されながら5年間を過ごした。その後、様々な仕事をしながら17歳で縄職人の徒弟となり、同じ頃に小説の執筆を始めた。24歳でアメリカに渡り、臨時工をしながら旅して過ごした。1885年に本国に帰国し新聞社に記事を売り翌年、アメリカのシカゴで線路工夫になった。1888年にコペンハーゲンに移り住み、1889年にアメリカ経験に基づく印象を『Fra det moderne Amerikas Aandsliv 』として出版している。
そして、1890年に発表した『飢え』がベストセラーになり、30歳で一躍、脚光を浴びる。1892年の長編小説『秘儀』も文壇を唸らせヨーロッパの有名作家たちを感動させた。1893年にパリを訪れ『牧羊神』を執筆、同じく評判になった。1898年には恋愛小説『ヴィクトリア』で世界的名声を得た。それから2回結婚し多くの小説を執筆したが1914年の第1次大戦ではドイツ帝国に忠誠を誓い国民の不評を買った。1917年、田舎生活を賛美した代表作『土の恵み』を発表、これで1920年にノーベル文学賞を受賞した。1927年から1935年かけて最後の人気作『放浪者』3部作を発表。
1933年、ドイツでナチスが政権を握ると支持し息子はナチス親衛隊に入隊した。1940年、ナチスがノルウェーに侵攻すると支持し国民に武器を捨て抵抗を止めるよう呼びかけた。1943年5月、ベルリンを旅行しゲッベルスを訪ね深い敬意を表し6月にはヒトラーに謁見した。しかし、ノルウェーの占領責任者だったテアボーフェンの解任を求めたことで即刻会見を打ち切られた。第2次大戦後の1945年、ナチス・ドイツへの忠誠とノルウェーのファシズム政権への協力の廉で裁判にかけられた。この裁判は3年間続き、1948年、高齢に鑑みて罰金刑を持って釈放された。その間、自宅に監禁された後、精神病院に入れられ翌年退院。しかし、1947年、財産の大半を没収され農場も屋敷も荒れ果てた。晩年は脳卒中で耳が聞こえなくなりほとんど盲目になった。1952年2月19日92歳でグリムスタで死去、ノルホルムの自宅の庭に埋葬された。

## 私生活
1898年にハムスンはベルグリオット・ゴップフェルトと結婚し、娘が生まれたが1906年に離婚している。その後1909年にマリーエ・アンデルセン（のちのマリーエ・ハムスン）と結婚し、息子を得て生涯を共に過ごした。彼女は結婚生活を二編の回想録として残している。ハムスンと出会ったとき、マリーは若くて有望な女優であった。しかし彼女は女優をやめ、ハムスンと共にハマロイへ移り住んだ。彼らは農場を購入し、農業を行いながら小説の収入で生活しようとした。しかしながら数年後に彼らは南のラルヴィクに移り住む。1918年になると、彼らはリルサンドとグリムスターの間のノルホルムに古く多少荒廃した屋敷を購入した。屋敷は修復、再装飾され、ハムスンはここで執筆に没頭することができた。彼はその後もしばしば執筆のための旅行を行った。

## 主な作品
- 飢え　Sult（1890年） - 挿絵をフォティス・コントグルーが制作
  - 『飢ゑ』宮原晃一郎訳 新潮社 泰西最新文芸叢書 1921　のち角川文庫
  - 『飢餓』三上於菟吉訳 進文堂 1924
  - 『飢え』山室静訳 ノーベル賞文学全集 4 主婦の友社 1971
- 牧神　Pan（1894年）
  - 『森の処女』福永渙訳 金剛社 1923
  - 『みじかい北国の夏に』山室静訳 早川書房 ウエルテル文庫 1953
  - 『牧神』(山室静訳) 世界文学全集 河出書房新社 1957
  - 『牧神 グラーン中尉の物語』中村都史子訳 公論社 1978
- ヴィクトリア　Victoria. En kjærlighetshistorie（1898年）
  - 『愛の物語』宮原晃一郎訳 新潮社 海外文学新選 1924
  - 『愛の悲しみ ヴィクトリア』矢崎源九郎訳 角川文庫 1957
  - 『ヴィクトリア ある愛の物語』猪苗代英徳訳 日本図書刊行会 1993
  - 『ヴィクトリア』冨原眞弓訳　岩波文庫、2015
- 夢みる人々　Sværmere（1904年）
  - 『夢みる人々』蘇武百合子訳 啓発社 1927
- 土の恵み　Markens Grøde（1917年）
  - 『土地の成長』永島直昭訳 天祐社 1921
  - 『土の恵み』宮原晃一郎訳 三笠書房 1939-40、新潮文庫 1943-44
  - 『収穫』宮原晃一郎訳 万里閣 ノーベル文学賞選集 1946
  - 『収穫』中野郁夫訳 万里閣新社 1956
- 『人生にひしがれて』北村喜八訳 原始社 1926
- 『白夜の牧歌』宮原晃一郎訳 ノーベル賞文学叢書 今日の問題社 1941